# University of North Carolina at Chapel Hill Women's Volleyball
La University of North Carolina at Chapel Hill Women's Volleyball è la squadra pallavolo femminile appartenente alla University of North Carolina at Chapel Hill, avente sede a Chapel Hill (Carolina del Nord): milita nella Atlantic Coast Conference della NCAA Division I.

## Storia
Il programma di pallavolo femminile della University of North Carolina at Chapel Hill viene fondato nel 1971. Inizialmente affiliato alla AIAW Division I, nel 1980 entra a far parte della neonata Atlantic Coast Conference, migrando un anno dopo in NCAA Division I. Negli ultimi anni della gestione di Beth Miller le Tar Heels conquistano quattro titoli di conference, qualificandosi due volte alla post-season, ma uscendo sempre al primo turno. Il programma passa poi per un quinquennio in mano a Peggy Bradley-Doppes, vincendo altre due volte il titolo di conference e disputando altrettanti tornei NCAA, ancora venendo eliminato al primo turno.
Nel 1990 al timone del programma arriva Joe Sagula: durante la sua gestione le Tar Heels conquistano altre cinque volte l'Atlantic Coast Conference, partecipando diverse volte alla post-season: nel 2002 raggiungono per la volta le Sweet Sixteen, mentre nel 2014 si spingono per la prima alla Elite Eight.

## Record
| Piazzamento          |    | Edizione                                                                                                   |
| -------------------- | -- | --- |
| Tornei NCAA          | 20 | Elite Eight: 1 2014                                                                                        |
| Tornei NCAA          | 20 | Sweet Sixteen: 2 2002, 2016                                                                                |
| Tornei NCAA          | 20 | Secondo turno: 9 1998, 1999, 2001, 2008, 2010, 2011, 2012, 2015, 2024                                      |
| Tornei NCAA          | 20 | Primo turno: 8 1982, 1983, 1988, 1989, 2000, 2005, 2013, 2021                                              |
| Titoli di conference | 13 | Atlantic Coast Conference: 13 1980, 1981, 1982, 1983, 1988, 1989, 1999, 2000, 2001, 2005, 2008, 2014, 2016 |

## Conference
- Atlantic Coast Conference: 1980-

## All-America

### Second Team
- Chaniel Nelson (2014)
- Taylor Leath (2016)

### Third Team
- Laura Greene (2002)
- Paige Neuenfeldt (2015)

## Allenatori
- Mary Branch: 1971-1974
- Beth Miller: 1975-1983
- Peggy Bradley-Doppes: 1984-1989
- Joe Sagula: 1990-